# Bal'ami
Balʿami (in arabo  ﺍﺑﻮ ﻋﻠﻲ ﻣﺤﻤﺪ ﺍﺑﻦ ﻣﺤﻤﺪ ﺍﻟﺒﻠﻌﻤﻲ ‎?, Abū ʿAlī Muhammad b. Muhammad al-Balʿamī; Balʿam, IX secolo – 974) è stato uno storico persiano, vizir samanide.
Nato, secondo il Kitāb al-ansāb di Samʿānī, a Balʿam, indicato come "un paese dei Greci", ma in realtà appartenente al distretto di Merv, più che come politico e vizir Balʿami è passato alla storia per aver tradotto e rimaneggiato non poco il capolavoro annalistico di Ṭabari in lingua farsi: primo tassello della neo-costituita lingua neo-persiana scritta, vale a dire lingua persiana tracciata con grafemi arabi, con l'aggiunta di alcuni nuovi grafemi creati per rendere adeguatamente alcuni particolari fonemi del persiano, del tutto mancanti nella lingua araba.
L'opera di Balʿami, oltre alla sua fondamentale importanza nel panorama letterario della cultura islamica neo-persiana, è rilevante perché l'autore non si limitò a una pedissequa traduzione del Ta'rīkh al-rusul wa-l-mulūk di Ṭabari, ma perché la sunteggiò, eliminando le numerose catene di trasmettitori che precedono ogni tradizione storica riportata, rendendo il suo lavoro assai più scorrevole e di più agevole lettura. Non infrequentemente Balʿami volle innovare abbastanza profondamente la storia dei primi tre secoli del mondo islamico, modificando talora le tradizioni di Ṭabari o inserendone più spesso di nuove.
Sono ad esempio assenti nel lavoro di Ṭabari, ma fortunatamente presenti nell'opera di Balʿami, tutte le notizie riguardanti le guerre fra Arabi e Cazari, sostenute in epoca omayyade dal Califfo Hishām b. ʿAbd al-Malik, che tanto contribuirono a indebolire il Califfato, di lì a poco sottoposto al vittorioso attacco degli Abbasidi.
Una traduzione completa dell'opera fu realizzata in francese nel XIX secolo da H. Zotenberg e successivamente riproposta in vari volumi dalle edizioni Sindbad di Parigi, a partire dagli anni settanta.